# 殺意の階層 ソフトハウス連続殺人事件
『殺意の階層 ソフトハウス連続殺人事件』（さついのかいそう ソフトハウスれんぞくさつじんじけん）は、1988年1月7日にハル研究所から発売されたファミリーコンピュータ用アドベンチャーゲーム。

## 概要
当時、多く発売されていた推理アドベンチャーゲームの1つであり、同時期には『山村美紗サスペンス』『探偵 神宮寺三郎』などが発売されている。ゲーム中に出てくるタイトル画面には『殺意の階層 パワーソフト連続殺人事件』と書かれている。
1990年代に続編が発表されたが、最終的に発売中止になった。

## ゲーム内容
基本的には一般的なコマンド選択式のアドベンチャーゲームだが、本作の特徴的な要素として、「行動回数制限」がある。ゲーム中にコマンドを1つ実行する度に3分が経過し、1日における捜査は18時に迎えると1日の捜査が終了する。捜査を始めてから3日を過ぎるとゲームオーバー。その他重要な情報を聞き逃したり推理が大失敗した場合もゲームオーバーになる可能性もある（捜査開始時刻は初日は12時、2日目からは10時）。既読の情報を確認しようと同じ行動をしても3分消費する。 
スタートボタンとセレクトボタンを同時に押すことでセーブ画面が現れる。

## イントロダクション
若き探偵、樫畠明人のもとに一通の電話が届く。その声の主は警視庁捜査一課の中村警部。ゲームソフト会社｢パワーソフト｣の社員であり、樫畠の大学時代の友人でもある西河正人が城ヶ崎の崖から転落死したとの事。当初は自殺と断定されるも、その違和感に気付いた樫畠は殺人事件だと見破る。パワーソフトの社長・富野裕から事件の調査を3日までに依頼された樫畠だが、それは連続殺人事件の始まりに過ぎないのだった…。

## 登場人物
樫畠 明人（かしはた あきひと）
主人公。高校時代に発生した盗難事件を解決したのが切っ掛けで探偵になる。あらゆる仕事を着実にこなしていく中、次々と巻き起こる犯罪事件を片端から解決していく名探偵。28歳。
未発売となった続編では、樫畠が殺害されてしまうという構想だった。
中村 貴継（なかむら たかつぐ）
警視庁捜査一課警部。以前から樫畠の推理に世話になっていたらしく、今回も共に事件を担当する。42歳。
富野 裕（とみの ゆたか）
ゲームソフト会社｢パワーソフト｣の社長。会社や娘の為なら労を惜しまない。55歳。
西河 正人（にしかわ まさと）
プログラマー。樫畠の大学時代の友人だが、城ヶ崎の崖で転落事故に見せかけて殺害された。享年28歳。
富野 美沙子（とみの みさこ）
事務等雑用担当。社長の娘で西河との婚約が決まっていたが、ソフトウェア開発という仕事が本意ではなく、ファッション関係の仕事に就きたい模様。23歳。
松丘 順次（まつおか じゅんじ）
企画開発部長。社長の甥にあたる。ソフトウェア会社設立を提案したのは彼だが、今は社長と険悪な関係になっている。かつては西河と同じプログラマーで、販売の里歌とは恋人関係。27歳。
石橋 和彦（いしばし かずひこ）
広報及び営業担当。カーマニアで、ナンパが趣味の軽い性格。現在は慶子と付き合っているが、西河と諸尾から多額の借金をしている。28歳。
森田 陽祐（もりた ようすけ）
営業担当。趣味は剣道とテニスで、体を鍛えることが好きな体育会系。24歳。
諸尾 託也（もろお たくや）
グラフィックデザイン一般担当。趣味はアニメ鑑賞で、社員寮の部屋には6台ものビデオデッキが積まれている。25歳。
吉川 慶子（よしかわ けいこ）
販売及び事務担当。以前は森田と付き合っていたが、現在は石橋の彼女となる。23歳。
長嶋 里歌（ながしま りか）
店舗での販売担当。松丘と付き合っている。明るい性格だが天然気味。22歳。
片桐 花枝（かたぎり はなえ）
事務担当。ベテラン社員で、趣味は人の噂話。終盤にて、ある出来事に重要な情報を得ることになる。33歳。

## スタッフ
- プログラム：甘利治雄（ハル研究所）
- デバッグ環境：伊藤明義（ハイパーウェア）
- 作曲・編曲：井上亨（MGP）
- プロデュース：岩田聡（ハル研究所）
- 編曲・音楽データ：金指英樹（ハル研究所）
- プロデュース：武重有正（ハイパーウェア）
- 原案・原作・マニュアル：たけだあきひろ（MGP）
- 画面・キャラクタ・原画・原作：中恒（MGP）
- 監督・原作・場面設定・進行：中村浩士（ハイパーウェア）
- シナリオ・原作・マニュアル：にしかわじゅん（MGP）
- データ変換：はやしあいいちろう（ハイパーウェア）
- プログラム・原作：松岡聡（MGP）
- 企画：ハイパーウェア
- 製作・著作：ハル研究所、ハイパーウェア
- 原作・脚本："さえき いちたか"

## 評価
- ゲーム誌『ファミコン通信』の「クロスレビュー」では合計24点（満40点）になっている[2]。
- ゲーム誌『ファミリーコンピュータMagazine』の読者投票による「ゲーム通信簿」での評価は以下の通り16.79点（満30点）となっている[1]。

| 項目 | キャラクタ | 音楽 | 操作性 | 熱中度 | お買得度 | オリジナリティ | 総合  |
| 得点 | 2.91       | 2.88 | 2.74   | 2.82   | 2.64     | 2.80           | 16.79 |

- ゲーム誌『ユーゲー』では、「企画したのは『平安京エイリアン』を生み出した東大生グループが中心となっているソフトハウス、ハイパーウェア。制作・発売はあのHAL研。ひと癖ある制作陣が送り出した『殺意の階層』は、ファミコン屈指の難度を誇る推理ADVだ」、「ゲームソフト制作会社という、いかにも現代的な舞台にだまされてはいけない。その中身は、実にクラシカルな『ザ・ミステリー』なのだ」、「難しいゲームが多いファミコンの中でも、特に難解な本作。が、その難度の高さは、ゲーム全体の雰囲気とよくマッチしている」と評している[3]。

## その他
- ゲーム内に、「魔法のプリンセス ミンキーモモ」の主人公のポスターが貼られている部屋が登場する。